# Фрідріх Володимир Іванович
Володи́мир Іва́нович Фрі́дріх — сержант Збройних сил України, учасник російсько-української війни.

## З життєпису
Станом на березень 2018 року — старший інспектор, полк «Миротворець». З дружиною проживає у місті Бердичів.

## Нагороди та вшанування
- Указом Президента України № 878/2019 від 4 грудня 2019 року за «особисті заслуги у зміцненні обороноздатності Української держави, мужність і самовіддані дії, виявлені у захисті державного суверенітету та територіальної цілісності України, зразкове виконання військового обов'язку» нагороджений орденом «За мужність» III ступеня[1].